# Meerzorg
Meerzorg (sranan tongo: Ansoe) – miasto w Surinamie; na wschód od Paramaribo; w dystrykcie Commewijne; 6 733 mieszkańców (2008). Przemysł spożywczy, odzieżowy.